# Bình phong mã

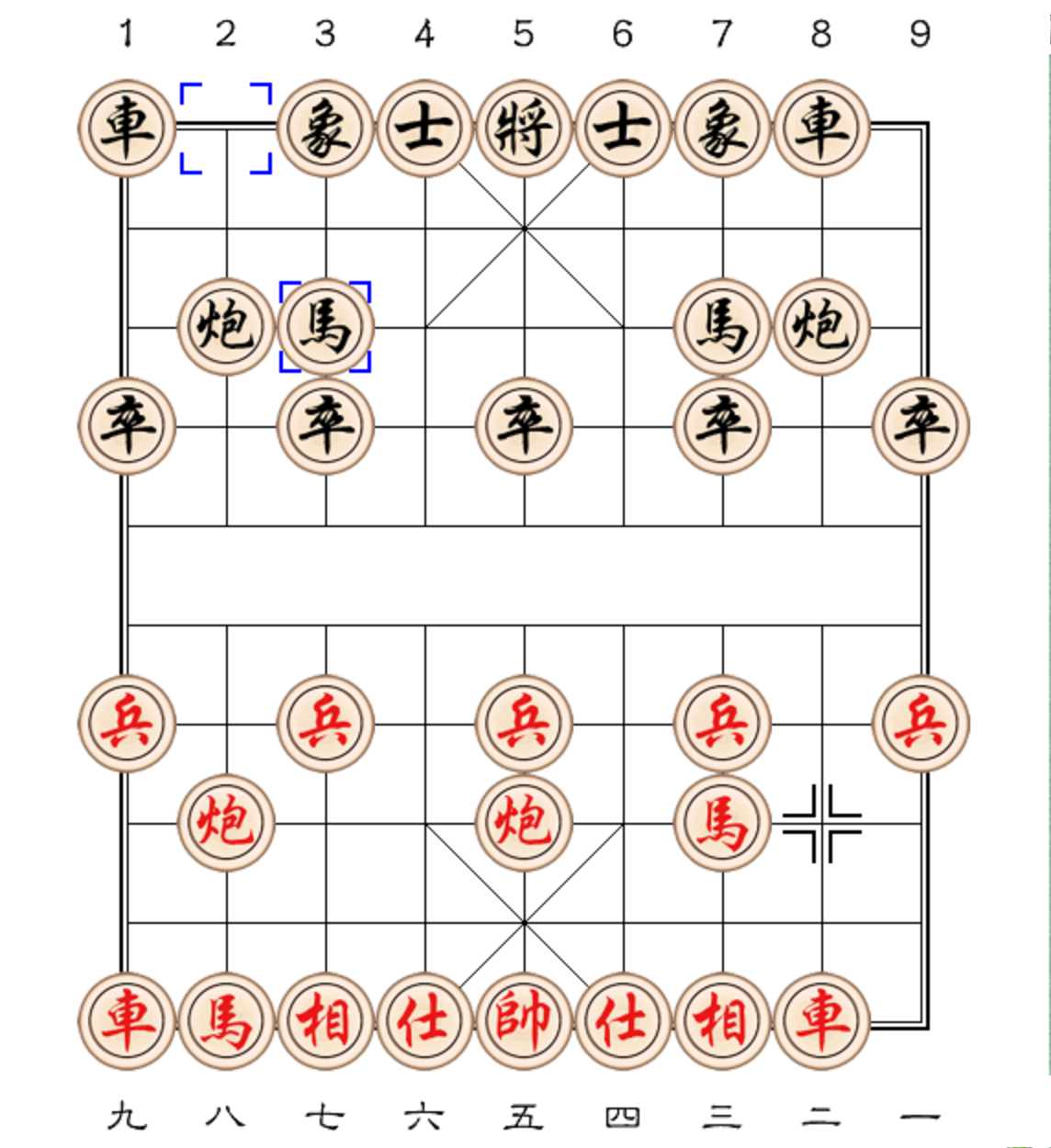
Pháo đầu đối Bình phong mã

Bình phong mã (Trung Quốc gọi là 屏風馬) là thế trận khai cuộc trong cờ tướng, Khi một trong hai bên người chơi phát triển quân Mã ở cả hai cánh lên chính diện, Hình thành một hệ thống phòng thủ vững chắc khi có hai Mã bảo vệ tốt đầu, Hai Pháo bảo vệ hai Mã, Hai Xe riêng biệt có thể di chuyển sang để bảo vệ cho hai Pháo, Sĩ Tượng có thể tiến lên bất cứ khi nào cần để phòng thủ trung lộ và liên kết với nhau giúp ổn định trận hình, Tuy rằng bình phong mã sử dụng cho cả hai bên người chơi đi trước và đi sau nhưng khi nhắc đến bình phong mã người ta thường quan tâm tới bên đi sau nhiều hơn.

## Các hệ thống khai cuộc
Có ba loại bình phong mã được sử dụng trong các ván cờ thực chiến nhiều nhất.

### Bình phong mã hiện đại

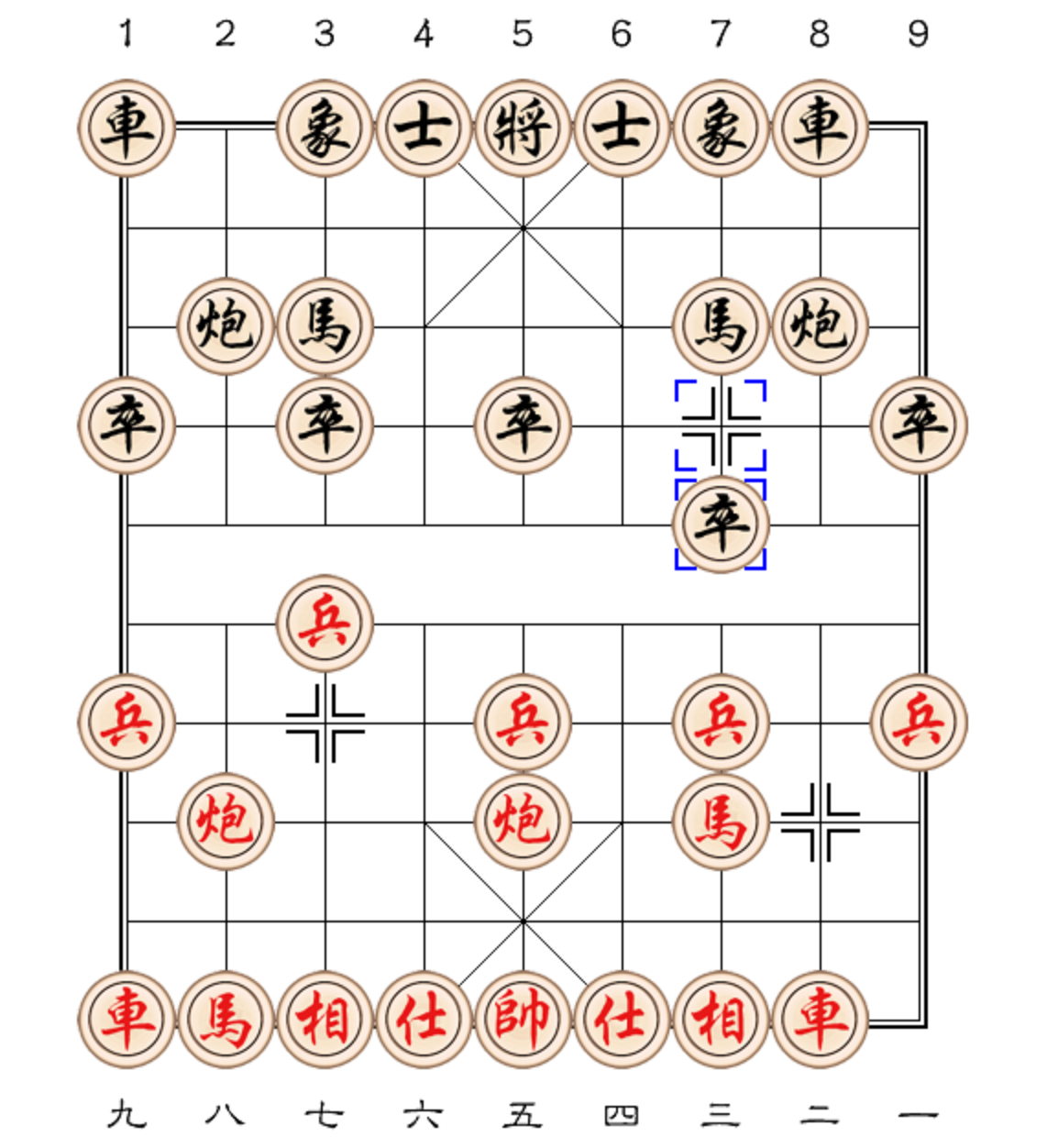
Pháo đầu đối Bình phong mã hiện đại

Bình phong mã hiện đại chỉ bên đi sau khi đối phó với Pháo đầu của bên đi trước, tùy vào việc bên đi trước vào pháo đầu bên cánh nào thì bên đi sau sẽ tiến tốt ở cánh đó, loại hình khai cuộc này không chỉ phòng thủ vững vàng mà sức tấn công của nó cũng rất chắc chắn nên được những người chơi cờ hàng đầu hiện nay rất ưa thích sử dụng, Khi so sánh bình phong mã cổ điển với bình phong mã hiện đại thì bình phong mã hiện đại được mọi các chuyên gia khai cuộc đánh giá là phản công tốt hơn bình phong mã cổ điển. Bình phong mã hiện đại có hai biến thường thấy đó là:

#### Tả mã bàn hà

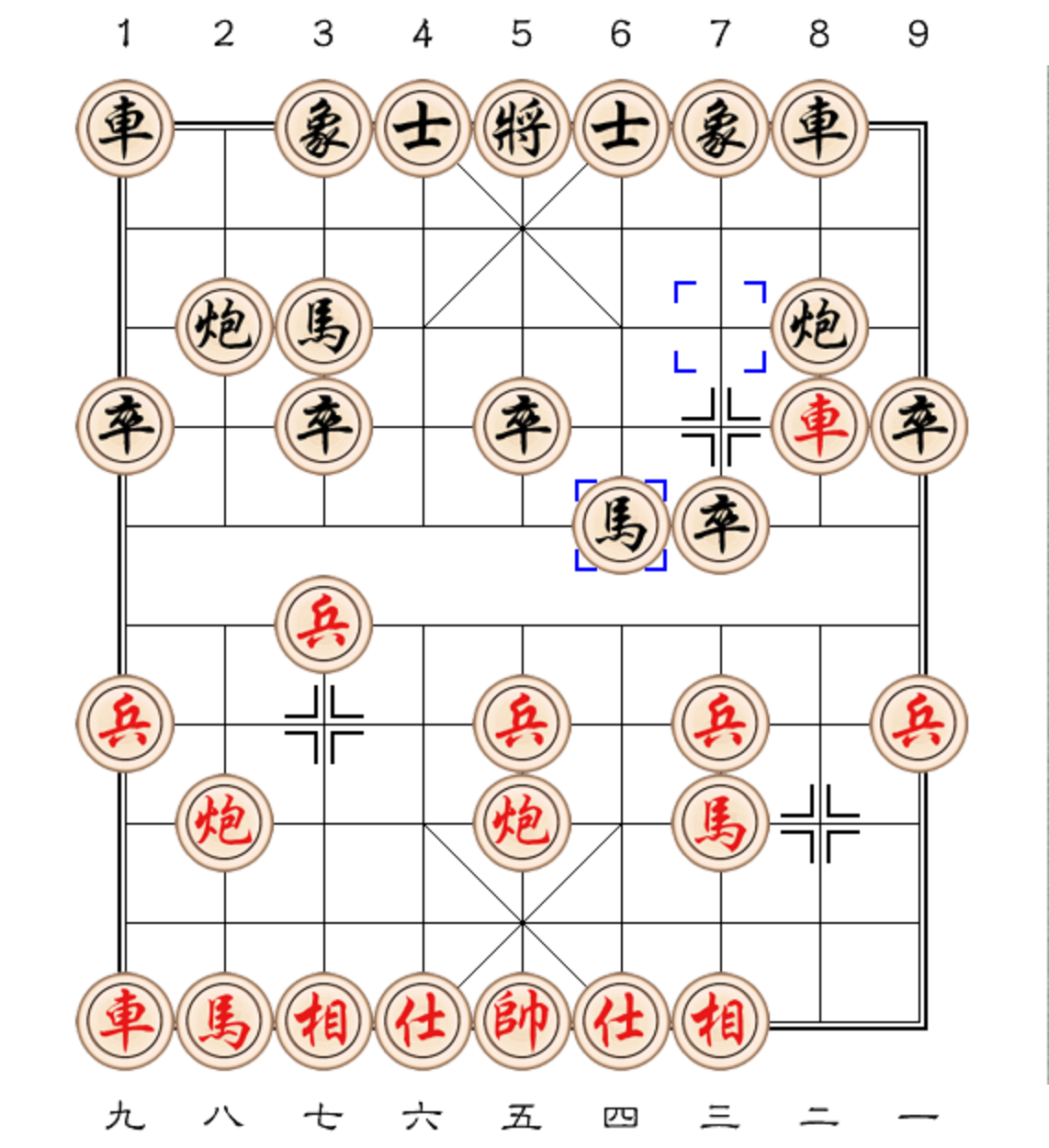
Trung pháo quá hà xa đối Bình phong mã tả mã bàn hà

#### Tả tượng

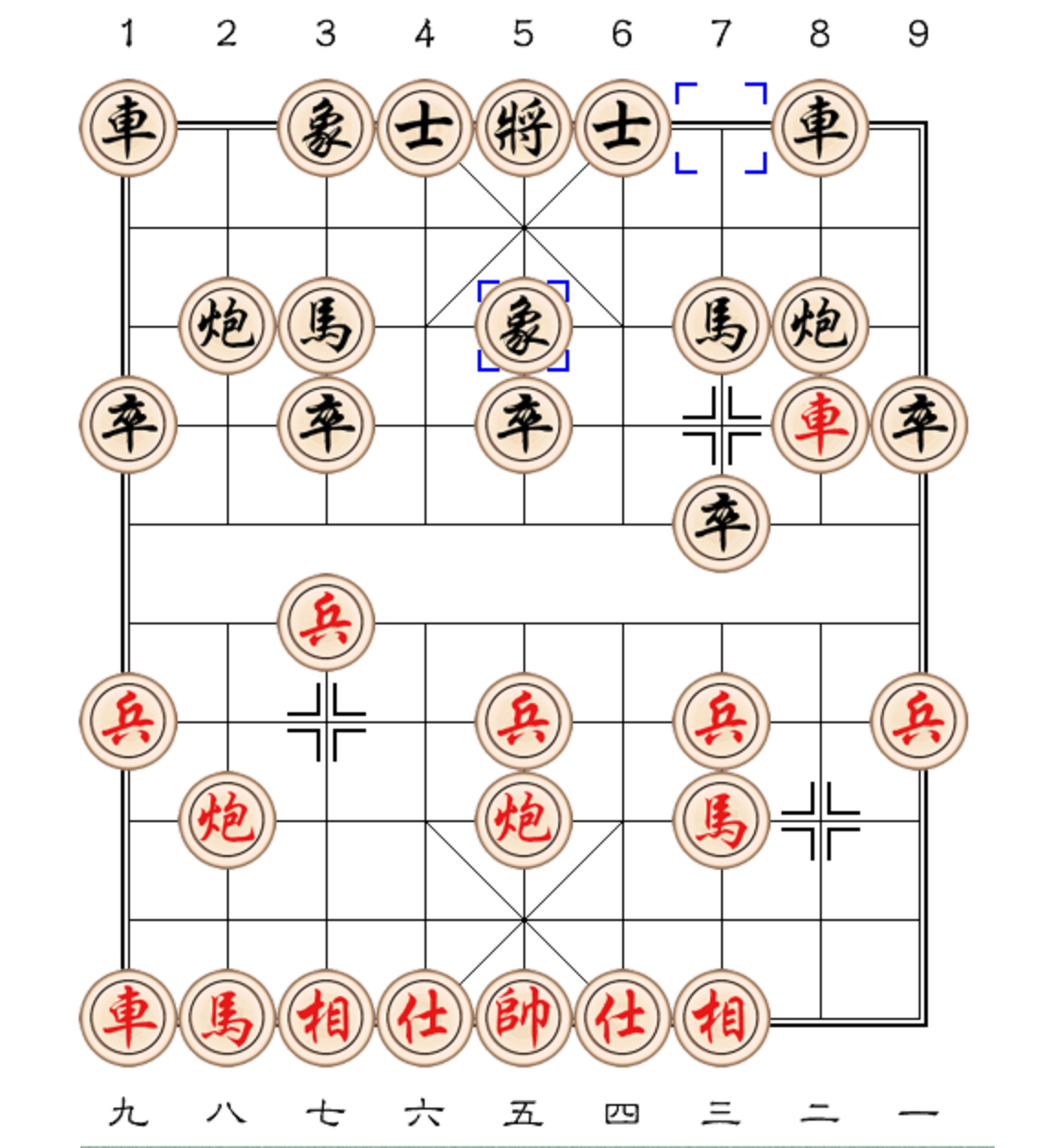
Trung pháo quá hà xa đối Bình phong mã tả tượng

#### Bình pháo đổi xe
Đây là nước đi chuẩn mực nhất của bên hậu thủ Bình phong mã, khi bình Pháo đổi Xe để triệt tiêu sức tấn công giải tỏa bớt áp lực từ Xe của đối thủ.

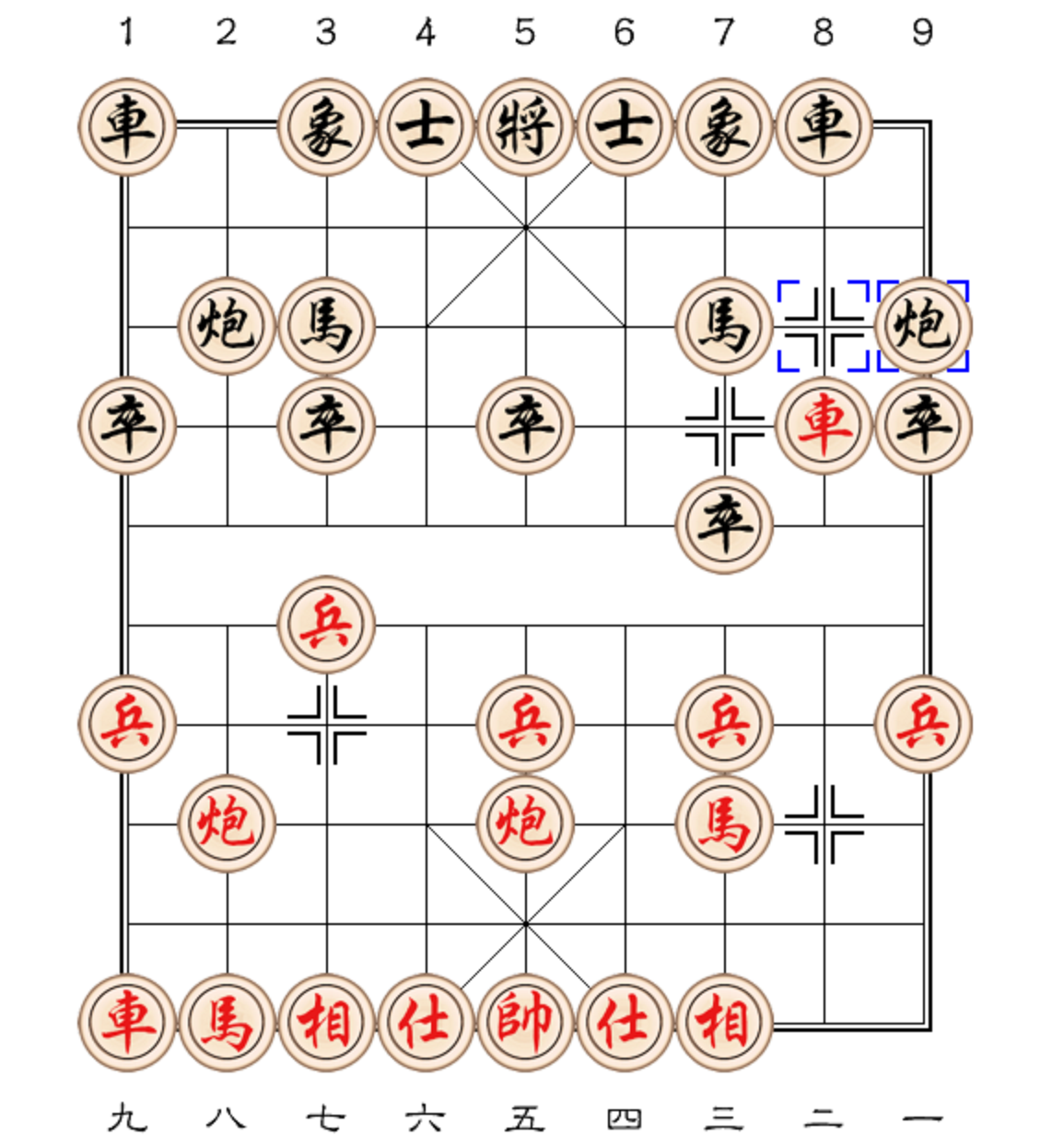
Trung pháo quá hà xa đối Bình phong mã bình pháo đổi xe

#### Hữu tượng
Nước Tượng 3 tiến 5 này mục đích để sau đó tiếp theo sẽ lên sĩ và ra xe tấn công, ngoài ra tượng làm mất ngòi pháo dụ đối thủ bình xe bắt mã, Đây là khai cuộc phế mã của bên hậu thủ rất nổi tiếng trong giới cờ, tuy bị yếu về quân lực nhưng bù lại bên hậu thủ có được thế công rất linh hoạt.

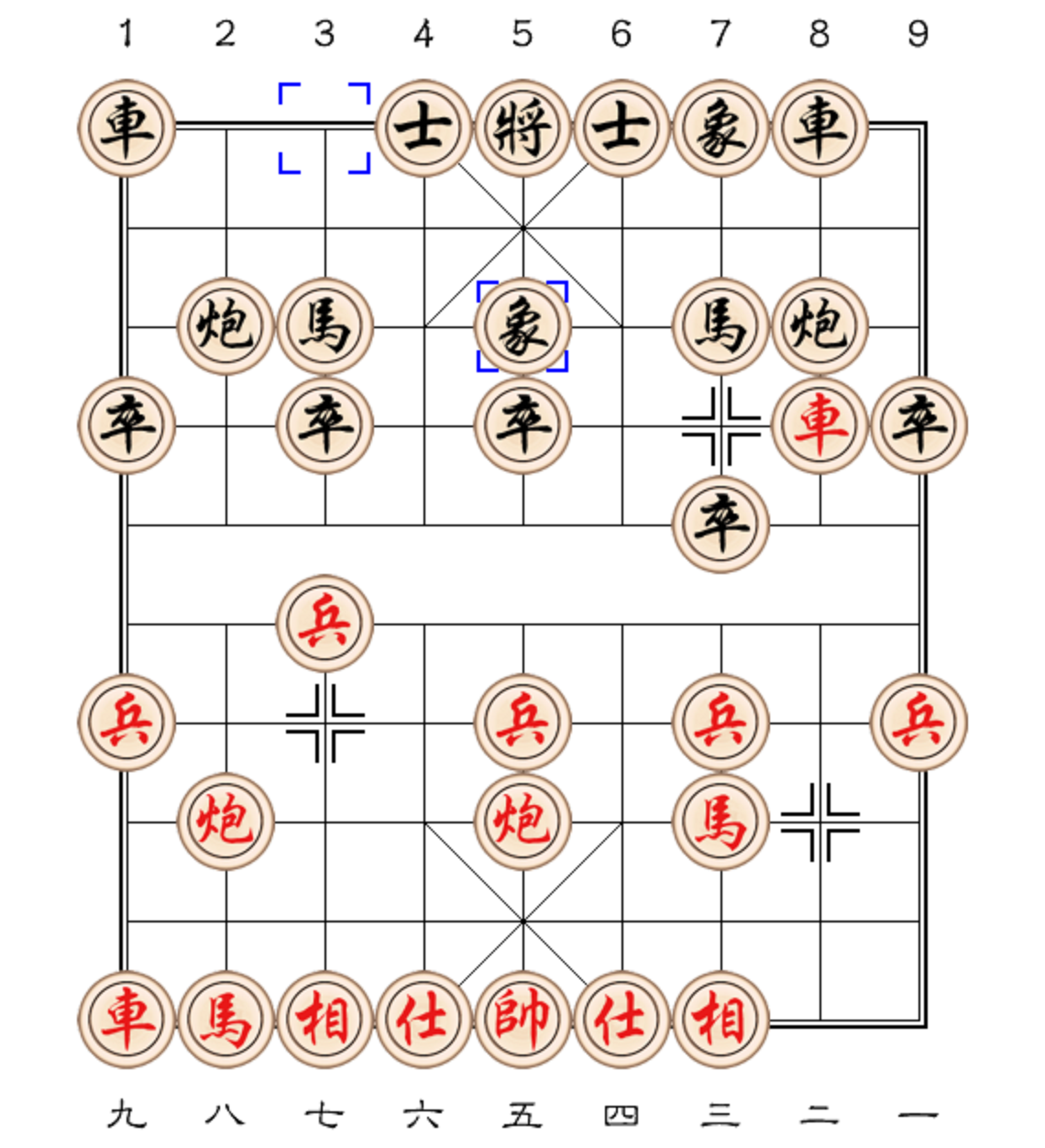
Trung pháo quá hà xa đối Bình phong mã hữu tượng

### Bình phong mã cổ điển

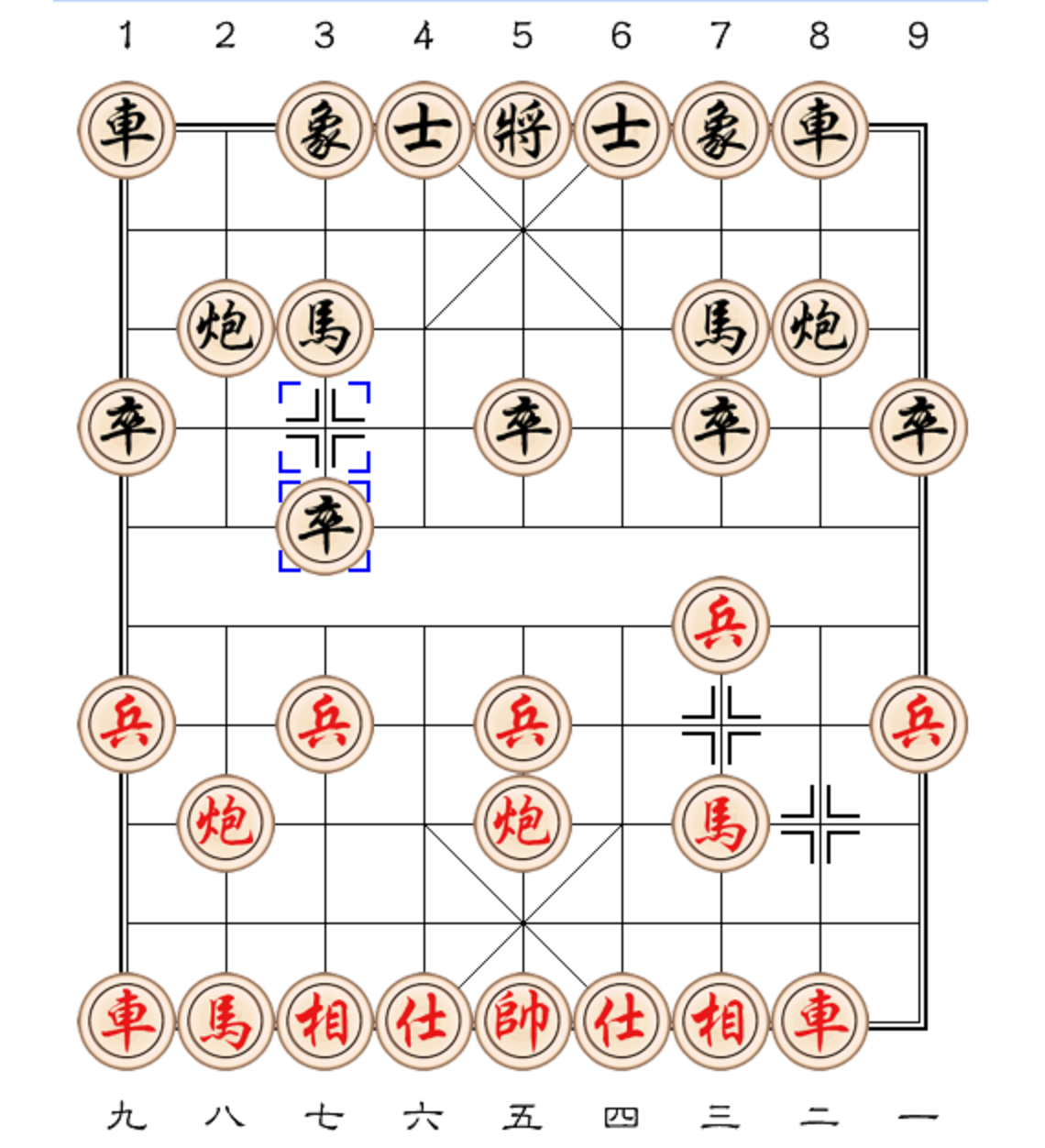
Pháo đầu đối bình phong mã cổ điển

Đây là loại hình khai cuộc đầu tiên của bình phong mã có từ thời xa xưa, Cách ra quân của bình phong mã cổ điển phụ thuộc vào bên đi trước vào pháo đầu bên nào thì bên đi sau sẽ tiến tốt ở bên không cùng cánh với quân pháo vừa di chuyển, Bình phong mã cổ khi so sánh với bình phong mã hiện đại thì bình phong mã cổ điển có tính ổn định hơn và thường dễ hòa cờ nếu hai người chơi đi chính xác các nước cờ.

#### Tác phẩm Mai hoa phổ của Vương Tái Việt

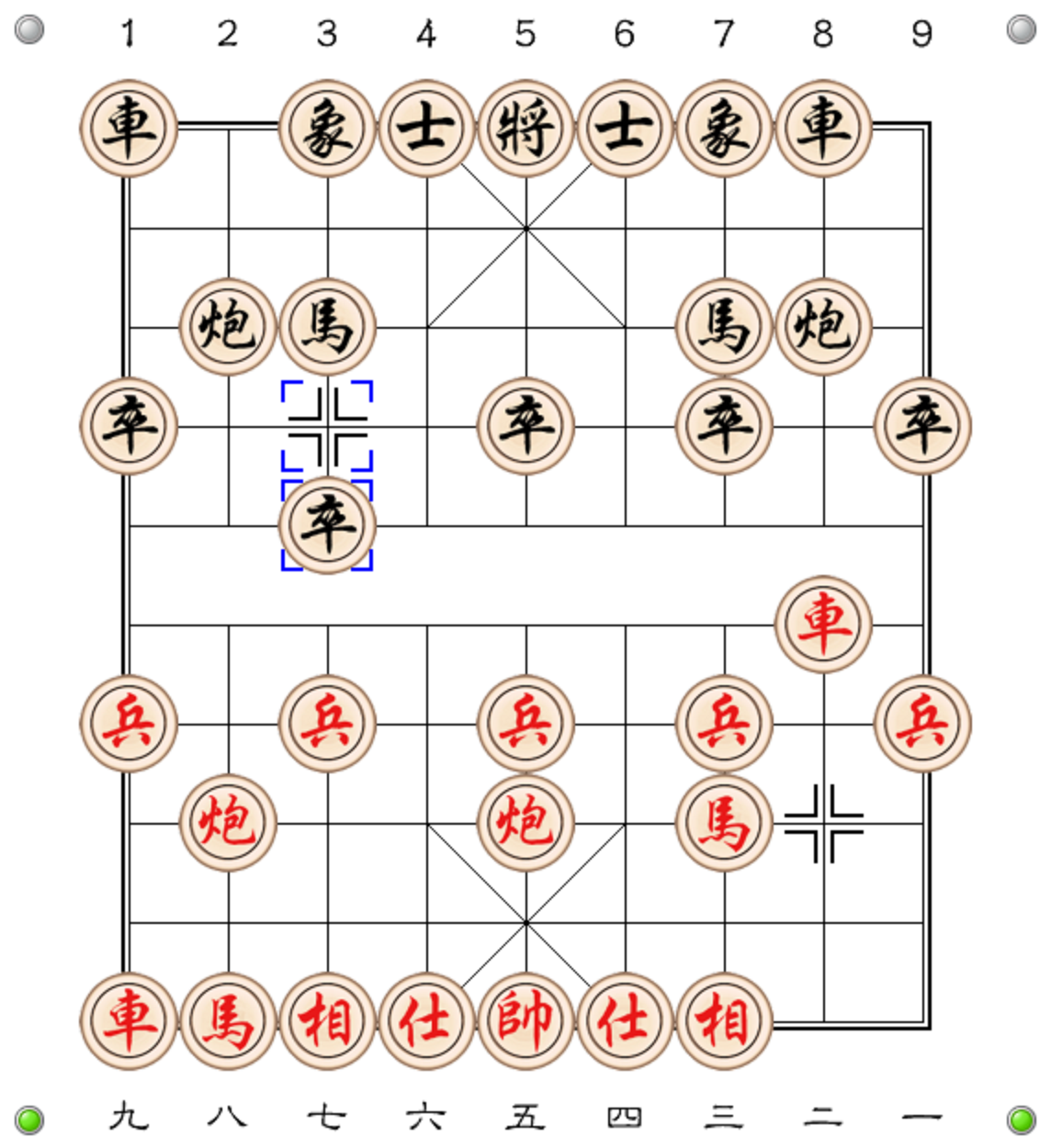
Bình phong mã Mai hoa phổ

Vào năm 1692 một huyền thoại trong làng cờ tên là Vương Tái Việt nhiều đêm nghiền ngẫm tác phẩm là quất trung bí đã nhìn ra một số sơ hở trong trận hình pháo đầu, Từ đó Vương Tái Việt đã đề xướng ra một hệ thống phòng thủ cho bên hậu là bình phong mã rồi Vương Tái Việt đặt tên cho tác phẩm của mình là mai hoa phổ trong tác phẩm Vương Tái Việt đã xây dựng hàng loạt các thế phản kích cực kỳ ảo diệu cho bên hậu cũng như đưa ra vô số cạm bẫy từ đó bên tiên dù tấn công bằng cách nào cũng bị dính bẫy dẫn đến thua cuộc, Vương Tái Việt từ đó đã đưa đến kết luận là bình phong mã mạnh hơn pháo đầu.

### Bình phong mã lưỡng đầu xà

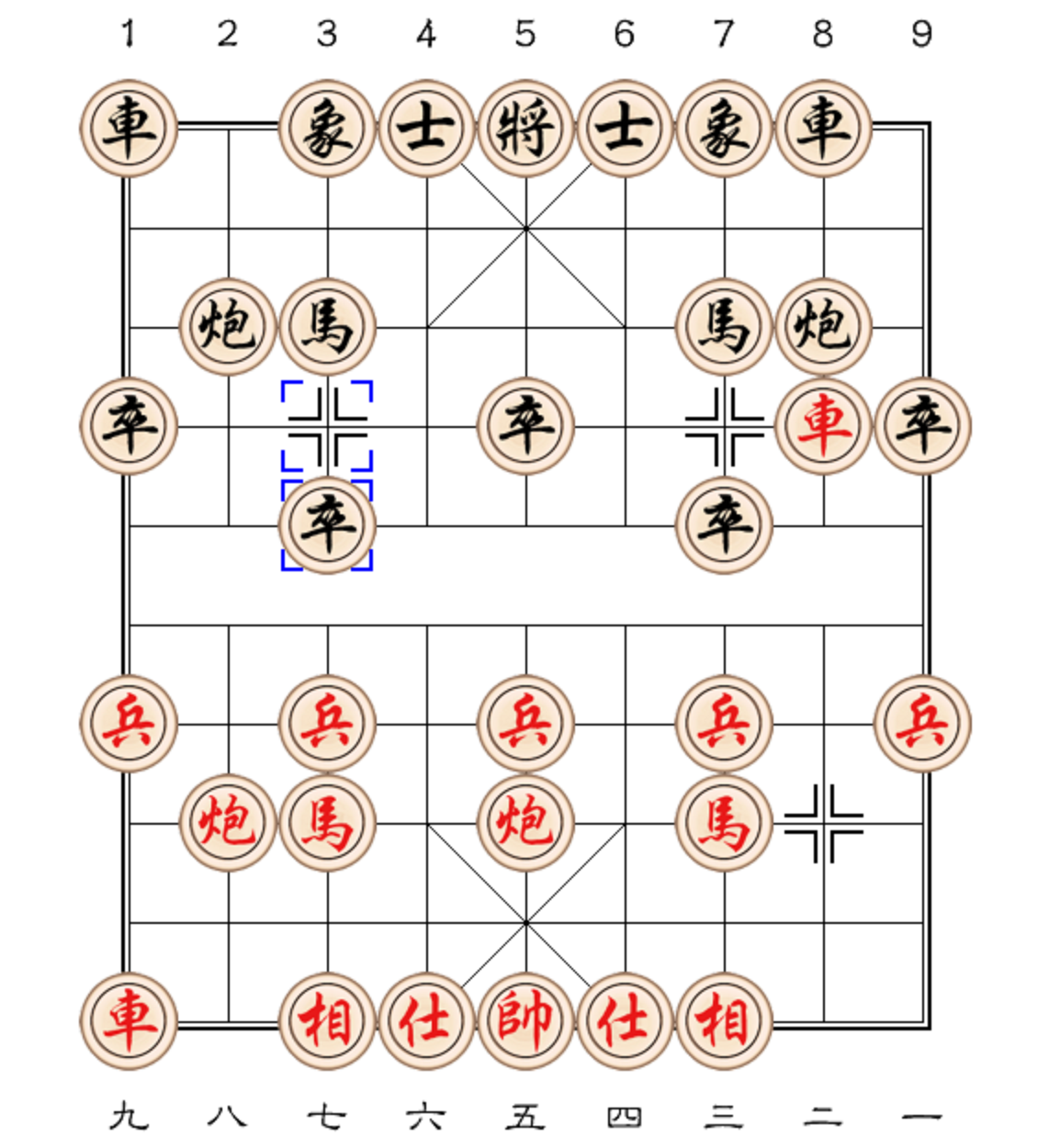
Pháo đầu đối Bình phong mã lưỡng đầu xà

Bên đi sau nhảy hai mã vào trong sau đó tiến cả hai quân tốt lên khai thông cả hai mã tạo thành hình đầu rắn nên gọi là bình phong mã lưỡng đầu xà, Loại hình khai cuộc này ít thông dụng hơn hai dạng bình phong mã cổ điển và bình phong mã hiện đại.

### Bình phong mã song pháo qua hà

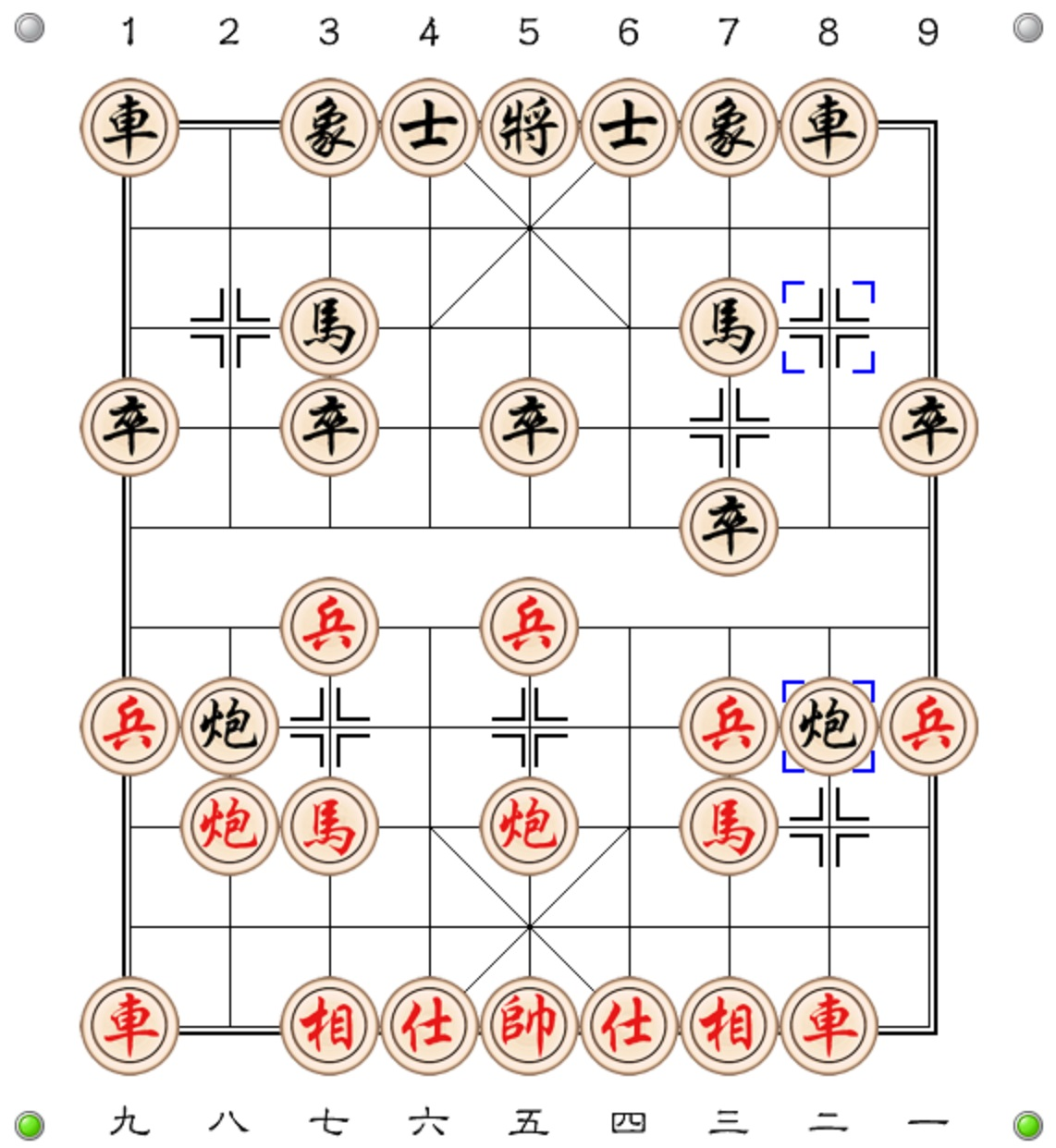

Bình phong mã song pháo qua hà là một nhánh khai cuộc trong hệ thống Bình phong mã hiện đại khi bên đi trước không chơi Xe 2 tiến 6 hình thành Trung pháo quá hà xa mà lại đổi bằng Mã 8 tiến 7 để cho bên người chơi sau có cơ hội tiến pháo quá hà tạo ra thế trận cực kỳ xô xát.

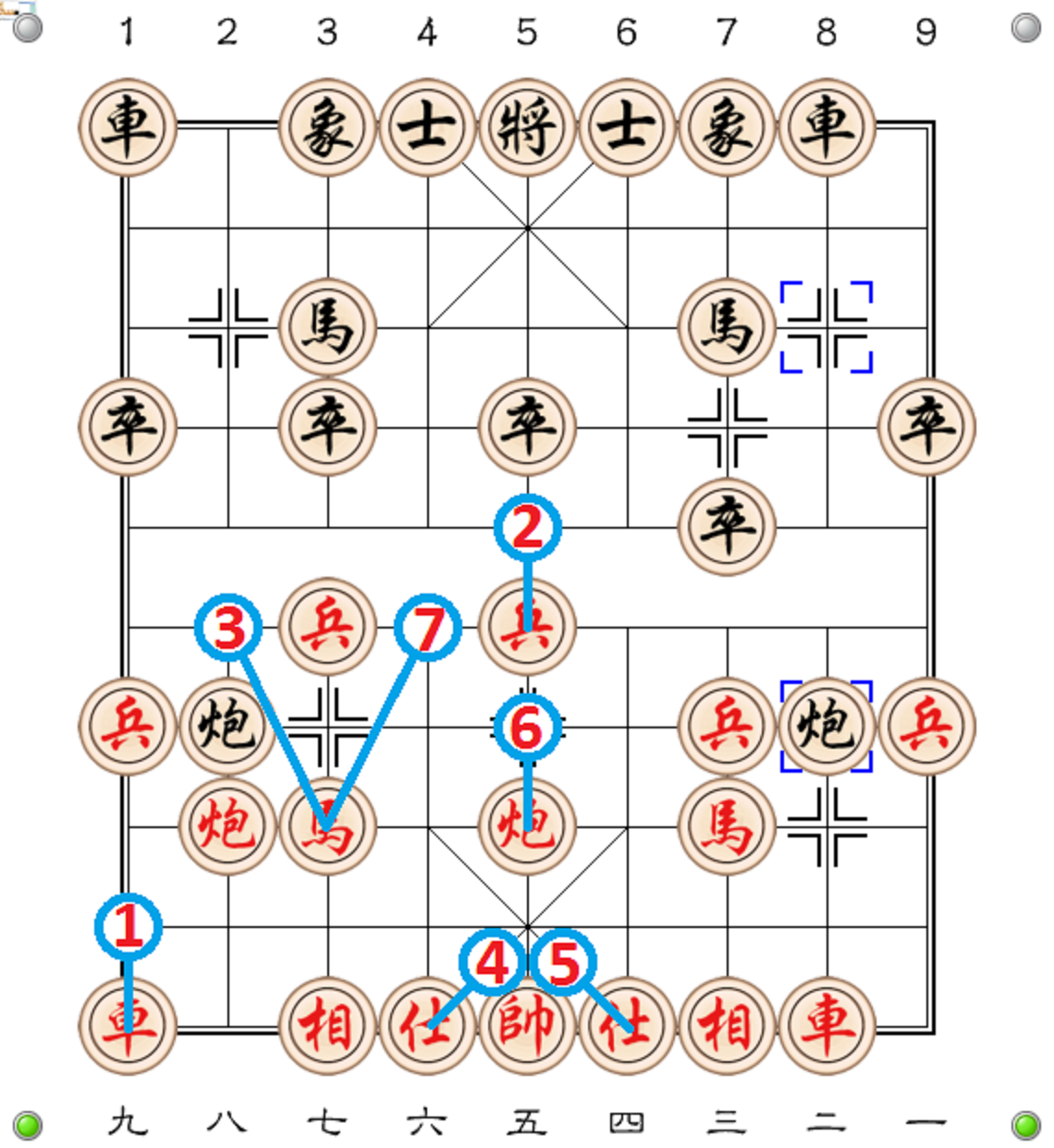

Bình phong mã song pháo quá hà có 7 biến thường gặp trong thực chiến:
1. X9.1 !
2. B5.1 !
3. M7.8 !
4. S6.5 !
5. S4.5 *
6. P5.1 *
7. M7.6 *